# Umjetni izvori svjetla
Svjetlo je osjećaj koji nastaje podražajem očnog živca u oku. Taj podražaj dolazi u naše oko s pojedinih tijela koja nas okružuju, pa ih tako vidimo. Fizikalno tijelo s kojega dolazi takav podražaj zove se izvor svjetlosti. Izvori svjetlosti mogu biti primarni i sekundarni, prirodni i umjetni. 
Primarni izvori svjetlosti su ona tijela koja svijetle sama od sebe. To su na primjer:
- tijela visoke temperature, zvijezde (Sunce i ostale) i užarene kovine;
- tijela koja isijavaju svjetlost na račun kemijskih procesa koji se u njima zbivaju, na primjer fosfor, svijetleći kukci i tako dalje;
- tijela koja svijetle zbog električnih izbijanja, na primjer razrijeđeni plinovi u svijetlećim cijevima.

Sekundarni izvori svjetlosti su sva tijela od kojih se svjetlost odbija. Tako je na primjer Mjesec sekundarni izvori svjetlosti jer se od njega odbija svjetlost koja dolazi sa Sunca. 
Umjetni izvori svjetlosti su na primjer tijela koja svijetle izgaranjem ili zbog zagrijavanja električnom strujom na visoku temperaturu. Među ta tijela spadaju baklje, svijeće, petrolejske svjetiljke, žarulje, električni luk i tako dalje. 
Promatramo li plamen svijeće kroz cijev, vidjet ćemo ga samo onda ako je cijev ravna. Kroz savijenu cijev ne možemo vidjeti plamen. Također ga ne možemo vidjeti ni onda ako između oka i plamena stavimo neprozirno tijelo. Odatle zaključujemo da se svjetlost u homogenom sredstvu od svojeg izvora rasprostire na sve strane i to pravocrtno. To je zakon pravocrtnog širenja svjetlosti. 
Kad svjetlost prolazi kroz vrlo mali otvor, kažemo da je to zraka svjetlosti. Ako je otvor veći pa prolazi više zraka, onda je to snop svjetlosti. Snop svjetlosti je stožac kojemu je vrh u izvoru svjetlosti. Zraka je vrlo uski snop svjetlosti. Posljedica pravocrtnog širenja svjetlosti je sjena. To je neosvijetljeni čunasti prostor iza neprozirnog tijela. Zbog sjene, koju Mjesec baca, nastaje pomrčina Sunca kada Mjesec u svojem gibanju oko Zemlje dođe u pravac Sunca i Zemlje. Mjesec tada sprječava prolaz Sunčevim zrakama na Zemlju. Promatrač koji se nalazi na Zemlji u toj sjeni vidi crnu Mjesečevu plohu koja prolazi ispred Sunca. Isto tako nastaje i pomrčina Mjeseca kada Zemlja dođe u pravac između Sunca i Mjeseca. Tada sjena Zemlje pada na Mjesec i nastaje pomrčina Mjeseca. 
Zbog pravocrtnog širenja svjetlosti nastaje obrnuta slika u tamnoj komori (lat. camera obscura). To je kutija s malim otvorom, pa zrake svjetlosti, koje dolaze od predmeta, stvaraju obrnutu sliku dobro osvijetljenog predmeta na strani kutije nasuprot rupici. Onaj dio optike koji geometrijski istražuje zakone rasprostiranja svjetlosti zove se geometrijska optika.

## Umjetni izvori svjetla
Umjetni izvori svjetla su svi oni izvor elektromagnetskog zračenja kojega su posredno ili neposredno stvorili ljudi.

### Vrste umjetnih izvora svjetlosti
Osnovna podjela umjetnih izvora svjetla (ovdje je riječ samo o onim izvorima koje su ljudi načinili namjerno i s točno određenom namjenom) je prema načinu nastanka svjetla u svakome od njih.

#### Električna žarulja
U ovoj žarulji svjetlo nastaje žarenjem žarne niti u atmosferi niskog tlaka ili potpunog vakuuma. Veći dio privedene energije (95%) pretvara se u toplinu (IR) a samo manji dio (5%) u svjetlo, te neznatni dio u ultraljubičasto zračenje (UV).

#### Halogena žarulja
Halogene žarulje su također žarulje sa žarnom niti, te koriste toplinsko zračenje pri stvaranju svjetla. Dodatak halogenida (brom, klor, fluor i jod) plinskom punjenju gotovo potpuno sprečava crnjenje balona žarulje, čime se održava gotovo stalan svjetlosni tok kroz cijeli vijek trajanja. Zbog toga je moguće napraviti balon puno manje veličine, s višim tlakom plinskog punjenja, čime se dodatno povećava iskoristivost plemenitih plinova u punjenju – kriptona i ksenona. Također, moguće je žarnu nit zagrijati na puno višu temperaturu, čime se podiže svjetlosna iskoristivost (ovo nije bilo moguće kod standardne električne žarulje zbog pojačanog isparavanja volframa pri višim temperaturama). Glavno svojstvo halogenih žarulja je halogeni kružni proces. Volfram koji isparava sa žarne niti odlazi prema stijenci balona, gdje se pri temperaturi manjoj 1400 K spaja s halogenidima. Termičko strujanje odvodi ovaj spoj bliže prema žarnoj niti, gdje se pri temperaturi većoj 1400 K razgrađuje, a atom wolframa se ponovno vraća na žarnu nit. Pri tome on ne dolazi na staro mjesto, tako da ipak dolazi do pucanja žarne niti na kraju vijeka trajanja. Pri ovom procesu temperatura žarne niti doseže 3 000 K, a stakla i do 250 ºC. Zbog toga se mora koristiti balon od kvarcnog stakla, okruženog balonom od običnog stakla za zadržavanje štetnog ultraljubičastog zračenja.

#### Fluorescentna cijev
Fluorescentne cijevi svjetlost stvaraju izbojem u živinim parama visoke luminoznosti, pri čemu se stvara uglavnom ultraljubičasto zračenje, koje se fosfornim slojem na unutrašnjoj stijenci pretvara u svjetlo.

#### Žarulje na izboj
To su:
- živina svjetiljka
- natrijska svjetiljka

#### Svjetleća dioda ili LED
Svjetleća dioda ili LED (skr. od engl. Light Emitting Diode) je poluvodički elektronički element koji pretvara električni signal u optički (svjetlost). Propusno polarizirana svjetleća dioda emitira elektromagnetsko zračenje na način spontane emisije uzrokovane rekombinacijom nosilaca električnoga naboja (elektroluminiscencija). Elektroni prelazeći iz vodljivog u valentni pojas, oslobađaju energiju, koja se dijelom očituje kao toplina, a dijelom kao zračenje. Valna duljina emitiranog zračenja ovisi o poluvodiču, kao i o primjesama u njemu, te varira od infracrvenog zračenja, preko svjetla, pa sve do ultraljubičastog dijela spektra. 